# Історія Лізі
«Історія Лізі» (англ. Lisey's Story) — роман американського письменника-містика Стівена Кінга. Побачив світ 24 жовтня 2006 року. Твір автор присвятив своїй дружині Табіті. Українською книжка вийшла друком у видавництві Книжковий клуб «Клуб сімейного дозвілля» в 2007 році в рамках проекту «Світові бестселери — українською». Оригінал роману редагував не постійний редактор автора Чак Верілл, а Нен Грем.

## Сюжет
Лізі Лендон - вдова відомого письменника Скота Лендона. Після двох років після його смерті, вона все ще ніяк не може звикнути жити без нього. До того ж, у неї починаються інші проблеми - у старшої сестри Лізі - психічне загострення, а її саму переслідують літературознавці, щоб отримати спадщину Скота. Намагаючись вирішити свої проблеми, Лізі згадує своє життя з чоловіком. Вона двічі врятувала його життя, але втретє - не змогла. А тепер небезпека загрожує їй самій - випадковий знайомий одного з літературознавцій вирішив "вмовити" удову письменника віддати матеріали.
Але є дещо ще - страхітливе, незрозуміле, темне. Воно набагато дивніше та страшніше, ніж переслідувач Лізі. незнайомець. Тому що воно не належить до цього світу. Довгий Хлопець - так називав це її чоловік, і, схоже, він йде за Лізі. Усе це створює у читачів моторошну напруженість, до того ж перейти з одного світу до іншого дуже складно.

## Переклад українською
Вперше переклад українською з'явився у 2007 році у видавництві КСД у перекладі В. Шовкуна.

## Екранізація
У серпні 2017 року Кінг висловив зацікавленість у створенні телевізійної адаптації роману. «“Історія Лізі” — моя улюблена книжка, і я хотів би, щоб це було зроблено, особливо зараз, коли потокові служби та навіть кабельні мережі доволі відкриті. Тепер існує більше свободи, а коли ви адаптуєте книгу до фільму, виникає явище, яке я називаю “синдромом сидіння на валізі”. Це коли ви намагаєтеся спакувати весь свій одяг, а ваша валіза не закривається. Дуже складно екранізувати фактурну книгу за дві години і 10 хвилин. Але якщо ви знімаєте серіал, у вас є 10 годин». У квітні 2019 року було оголошено, що на основі книги знімуть восьмисерійний серіал. Сценарій всіх епізодів написав Стівен Кінг, а в головній ролі знялася Джуліанна Мур. Прем’єра міні-серіалу відбулася на Apple TV+ 4 червня 2021 року.